# Карпатское землетрясение (1738)
Карпатское землетрясение 1738 года произошло 11 июня по григорианскому календарю (или 31 мая по юлианскому календарю) в 11 часов дня на глубине 130 км. Тогда правителем княжества Валахии, где и началось землетрясение, был Константин Маврокордат. Землетрясение достигло магнитуды в 7,7 балла, а его интенсивность достигла 9,5 балла.

## Последствия землетрясения
Большой ущерб был нанесён монастырям и башням в юго-западной Валахии, а особенно в городах Бухарест, Яссы и Брашов. Землетрясение имело тяжёлые последствия вплоть до города Ниш, где стояла османская армия, частично рухнули турецкие крепости, а в городе Никопол произошли обрушения четырёх мечетей (или, возможно, минаретов). Произошло много оползней, возле Бухареста появилась глубокая трещина.
Куртя-Веке в Бухаресте треснул в нескольких местах. У кафедры города Рупя рухнуло много башен. Были разрушены ворота города Шкеи, а также полностью обрушилась стена близлежащей крепости. В Прежмере обрушилась часть стены над входом в церковь-крепость. Также были разрушены трёх- или четырёхметровые стены крепости Нямц.